# シカクワガタ属
シカクワガタ属（シカクワガタぞく）またはラエトゥルス属 (ラエトゥルスぞく、Rhaetulus) は昆虫綱甲虫目クワガタムシ科に属する分類群。大アゴは根元で大きくL字型に湾曲し、先端は二股に分かれる。前胸背板の側面がぎざぎざになっていることも本属の特徴である。系統的にはノコギリクワガタやフタマタクワガタ類に近く、生態面や、脚部の構造に類似点が多く見受けられる。
奇抜な大アゴと背中の模様から、そこそこ人気があり、流通がある。
東南アジアの大陸部に広く分布するが、南のものほど背中の鼈甲色の模様が明瞭になる傾向がある。
寿命は半年から1年で、産卵から羽化までは1年程度。地表部の朽木に産卵し、幼虫には菌糸ビンを使うこともできる。
しかしクヌギは好まず、ブナやコナラをベースとしたオオヒラタケの菌糸ビンで大きくなる。
多くの種は気性は荒いものの闘争心はそれほど強くなく、喧嘩が長引くと自分から退散してしまうという習性を持つ。（これはノコギリクワガタ類やフタマタクワガタにもみられる性質である）

## 種類

### 日本
1種のみが確認されている。
アマミシカクワガタ Rhaetulus recticornis
奄美大島と徳之島に生息する。日本に生息する唯一のシカクワガタ。シイを好む。野生下では小型の個体が多い。
シカクワガタの亜種から独立した。大アゴの発達もそこまでではなく、海外種程の奇抜さはない。

### 世界
3種が確認されているが、分布や差異が連続的であり、まとめるべきだとする考え方もある。
シカクワガタ Rhaetulus crenatus (Westwood, 1971)
中国からインドまで生息する、本属の基準種
タイワンシカクワガタ R. c. crenatus原名亜種
台湾
スペキオススシカクワガタ R. c. speciosus
タイ。背中の模様が濃い。最も大型になり、他のいくつかの亜種R. c. kawanoi（ベトナム北部に生息）、R. c. boileaui、R. c. lehmanniとともに独立種とすることがある。
ボイレアウシカクワガタ R. c. boileaui Didier, 1925
ラオス
R. c. gardneri Didier, 1930
ミャンマー。1997年にスペキオススシカクワガタのシノニムとなった。
カワノシカクワガタ R. c. kawanoi Maes, 1996
中国広西チワン族自治区、ベトナム北部。背中の模様が存在する。
レーマンシカクワガタ R. c. lehmanni Baba, 1997
ミャンマー南部
チュウゴクシカクワガタ R. c. rubrifemoratus Nagai, 2000
福建省。脚が赤みを帯びるが、模様は見られない。独立種とすることがある。
フキヌキシカクワガタ R. c. fukinukii Nagai, 2002
インド北部
ツツイシカクワガタ R. c. tsutsuii
ベトナム南部。今まではR. c. ssp.とされていたが、2009年7月に記載された。
ディディエールシカクワガタ R. didieri (Delisle, 1970)
マレー半島。大アゴ基部の尖った突起が発達する。9cmにもなるシカクワガタ属最大の種。背中の後方部に模様が見られ、また脚の腿節が赤くなる。
マイシカクワガタ R. maii (Maeda, 2009)
ベトナム中部。2009年2月に記載されたばかりの新種で、形態はディディエールシカクワガタに似る。

## 近縁な属
シカクワガタ属以外にも、「シカクワガタ」とつく属がいくつか存在し、いずれも近縁な属である。
- オオシカクワガタ属
- クロツヤシカクワガタ属
- ベトナムシカクワガタ属
- マキシカクワガタ属

上記以外では、フタマタクワガタ属との類似点が指摘されている。